# Теракт в Назрани (2009)
Теракт в Назрани произошёл около 9 часов утра 17 августа 2009 года во дворе городского Отдела внутренних дел. Террористы-смертники на автомобиле «Газель», протаранив ворота, ворвались во двор РУВД республики и привели в действие взрывчатку (200 кг, по другим источникам — 400 кг в тротиловом эквиваленте). В это время на территории РОВД проходило построение милиционеров.
В результате взрыва были повреждены здание ОВД и близлежащий многоэтажный жилой дом. По предварительным данным, 25 человек погибло и 136 получили ранения различной степени тяжести.
После теракта Президент РФ Дмитрий Медведев отстранил от должности Министра внутренних дел Ингушетии Руслана Мейриева и назначил осуществлять координацию деятельности всех служб и подразделений правоохранительных органов в республике заместителя Министра внутренних дел РФ генерал-полковника Аркадия Еделева.

## Техническая сторона событий
По данным почти всех участников событий, было взорвано около двадцати бытовых баллонов с пропаном (находящихся в свободной продаже). Для их детонации было использовано несколько гранат. Милиционеры открыли огонь по подъезжавшим к ним террористам, однако детонация была уже запущена, и машина с террористами не остановилась. Разрушен был не только райотдел, но и все прилегающие постройки.